# Peter Binsfeld
Peter Binsfeld (alternativ stavemåde Peter von Binsfeld, latin: Petrus Binsfeldius) (født ca. 1540, død 1598 eller 1603) var en tysk biskop og teolog.